# Trung tâm lập thể

Hai đồng phân đối quang của một amino acid với cùng tâm lập thể

Trong phân tử hữu cơ, trung tâm lập thể (tiếng Anh: stereogenic element) hay viết gọn tâm lập thể, là nguyên tử ("tâm") có ít nhất hai nhóm thế khác nhau liên kết, trong đó hoán đổi vị trí hai nhóm khác nhau bất kỳ sẽ tạo ra đồng phân lập thể. Như vậy, tâm lập thể bao gồm trung tâm bất đối xứng và các trung tâm gây ra đồng phân hình học.
Thuật ngữ "trung tâm lập thể" (stereocenter) được đưa ra vào năm 1984 bởi Kurt Mislow và Jay Siegel.
Trung tâm bất đối xứng (tâm bất đối, tiếng Anh: chirality center) là một trung tâm lập thể bao gồm một nguyên tử liên kết với 4 phối tử (nguyên tử hoặc nhóm nguyên tử) hay nhóm thế trong một cấu trúc không gian mà cấu trúc này không thể chồng khít lên hình ảnh phản chiếu qua gương của nó. Khái niệm trung tâm bất đối xứng khái quát hơn khái niệm về carbon bất đối (nguyên tử carbon liên kết với bốn nhóm thế khác nhau) sao cho sự hoán đổi giữa hai nhóm bất kỳ sẽ tạo ra đồng phân đối quang. Trong hóa học hữu cơ, trung tâm bất đối xứng thường đề cập đến nguyên tử carbon, phosphor hoặc lưu huỳnh, mặc dù các nguyên tử khác cũng có thể là trung tâm bất đối xứng, đặc biệt là trong các lĩnh vực hóa học cơ kim và hóa vô cơ.

## Số lượng đồng phân lập thể có thể có
Một phân tử có thể có nhiều tâm lập thể, tạo cho nó nhiều đồng phân lập thể. Trong các hợp chất có tâm lập thể tứ diện (tâm lập thể liên kết với 4 nhóm thế khác nhau), tổng số đồng phân lập thể tối đa là 2n, trong đó n là số tâm lập thể. Tuy nhiên, đây là giới hạn trên vì các phân tử có tính đối xứng thường có ít đồng phân lập thể hơn. Có hai tâm bất đối có thể tạo ra đồng phân meso đối xứng. Một số cấu hình bất đối có thể không tồn tại vì lý do tạo ra đồng phân meso này. Các hợp chất vòng với tâm bất đối có thể không biểu hiện sự bất đối do xuất hiện trục đối xứng bậc 2 (two-fold rotation axis). Sự bất đối xứng phẳng (tạm dịch từ tiếng Anhː planar chirality) cũng có thể tạo ra sự bất đối xứng mà không cần có một trung tâm bất đối xứng thực sự.

## Tâm lập thể ở carbon
Một nguyên tử cacbon liên kết với bốn nhóm thế khác nhau được gọi là nguyên tử carbon bất đối xứng hoặc carbon bất đối.

## Tâm lập thể ở các nguyên tử của nguyên tố khác
Sự bất đối xứng không chỉ giới hạn ở các nguyên tử carbon, tuy nhiên trong hóa hữa cơ thì nguyên tử carbon bất đối là yếu tố phổ biến nhất gây ra tính không trùng vật–ảnh qua gương. Các nguyên tử nitơ và phosphor cũng có thể tạo liên kết theo cấu hình tứ diện. Nguyên tử nitơ trong phân tử amin có thể là tâm lập thể nếu có ba nhóm thế khác nhau liên kết với nó vì cặp electron của amin có chức năng là nhóm thứ tư. Tuy nhiên, sự nghịch đảo amin (tiếng Anhː amine inversion), một dạng nghịch đảo hình chóp (tiếng Anhː pyramidal inversion), gây ra sự racemi hóa, lúc này cả hai đồng phân epimer của nitơ đều có mặt trong hỗn hợp. Hỗn hợp racemic này rõ ràng không có tính bất đối. Tuy nhiên quá trình racemi hóa bằng cách nghịch đảo hình chóp có thể bị hạn chế (với tác nhân như các cation amoni bậc bốn hoặc cation phosphonium) hoặc bị làm chậm lại, điều này cho phép sự tồn tại của sự bất đối xứng.
Các nguyên tử kim loại có dạng hình học tứ diện hoặc bát diện cũng có thể không đối xứng do có các phối tử khác nhau. Đối với trường hợp bát diện, có thể có một số tâm bất đối. Có ba phối tử thuộc hai loại, các phối tử có thể được xếp dọc theo dạng kinh tuyến, tạo ra đồng phân mer, hoặc tạo thành đồng phân fac. Có ba phối tử bidentate cùng một loại nhóm thế tạo ra cấu trúc dạng cánh quạt, với hai đồng phân đối quang khác nhau được ký hiệu là Λ và Δ.